# Pichichi trofæ
Pichichi-trofæet uddeles af den spanske sportsavis Marca til topscoreren for hver ligasæson. Prisen er opkaldt efter den berømte Athletic Bilbao-spiller Rafael Moreno "Pichichi".
Vist nedenfor er en liste over vindere af Pichichi:

## Vindere

### Primera División
| Sæson     | Spiller             | Land      | Klub                | Mål |
| --------- | ------------------- | --------- | ------------------- | --- |
| 1928-29   | Paco Bienzobas      | Spanien   | Real Sociedad       | 14  |
| 1929-30   | Guillermo Gorostiza | Spanien   | Athletic Bilbao     | 19  |
| 1930-31   | Bata                | Spanien   | Athletic Bilbao     | 27  |
| 1931-32   | Guillermo Gorostiza | Spanien   | Athletic Bilbao     | 12  |
| 1932-33   | Manuel Olivares     | Spanien   | Madrid CF           | 16  |
| 1933-34   | Isidro Lángara      | Spanien   | Oviedo CF           | 27  |
| 1934-35   | Isidro Lángara      | Spanien   | Oviedo CF           | 26  |
| 1935-36   | Isidro Lángara      | Spanien   | Oviedo CF           | 27  |
| 1939-40   | Víctor Unamuno      | Spanien   | Athletic Bilbao     | 26  |
| 1940-41   | Pruden              | Spanien   | Atlético Aviación   | 30  |
| 1941-42   | Mundo               | Spanien   | Valencia            | 27  |
| 1942-43   | Mariano Martín      | Spanien   | Barcelona           | 32  |
| 1943-44   | Mundo               | Spanien   | Valencia            | 27  |
| 1944-45   | Telmo Zarra         | Spanien   | Atlético Bilbao     | 19  |
| 1945-46   | Telmo Zarra         | Spanien   | Atlético Bilbao     | 24  |
| 1946-47   | Telmo Zarra         | Spanien   | Atlético Bilbao     | 34  |
| 1947-48   | Pahiño              | Spanien   | Celta de Vigo       | 23  |
| 1948-49   | César               | Spanien   | Barcelona           | 28  |
| 1949-50   | Telmo Zarra         | Spanien   | Atlético Bilbao     | 25  |
| 1950-51   | Telmo Zarra         | Spanien   | Atlético Bilbao     | 38  |
| 1951-52   | Pahiño              | Spanien   | Real Madrid         | 28  |
| 1952-53   | Telmo Zarra         | Spanien   | Atlético Bilbao     | 24  |
| 1953-54   | Alfredo di Stéfano  | Argentina | Real Madrid         | 27  |
| 1954-55   | Juan Arza           | Spanien   | Sevilla             | 28  |
| 1955-56   | Alfredo di Stéfano  | Argentina | Real Madrid         | 24  |
| 1956-57   | Alfredo di Stéfano  | Argentina | Real Madrid         | 31  |
| 1957-58   | Manuel Badenes      | Spanien   | Real Valladolid     | 19  |
| 1957-58   | Alfredo di Stéfano  | Argentina | Real Madrid         | 19  |
| 1957-58   | Ricardo             | Spanien   | Valencia            | 19  |
| 1958-59   | Alfredo di Stéfano  | Argentina | Real Madrid         | 23  |
| 1959-60   | Ferenc Puskás       | Ungarn    | Real Madrid         | 26  |
| 1960-61   | Ferenc Puskás       | Ungarn    | Real Madrid         | 27  |
| 1961-62   | Juan Seminario      | Peru      | Real Zaragoza       | 25  |
| 1962-63   | Ferenc Puskás       | Ungarn    | Real Madrid         | 26  |
| 1963-64   | Ferenc Puskás       | Ungarn    | Real Madrid         | 20  |
| 1964-65   | Cayetano Ré         | Paraguay  | Barcelona           | 25  |
| 1965-66   | Vavá                | Spanien   | Elche               | 19  |
| 1966-67   | Waldo               | Brasilien | Valencia            | 24  |
| 1967-68   | Fidel Uriarte       | Spanien   | Atlético Bilbao     | 22  |
| 1968-69   | Amancio             | Spanien   | Real Madrid         | 14  |
| 1968-69   | José Eulogio Gárate | Spanien   | Atlético Madrid     | 14  |
| 1969-70   | Amancio             | Spanien   | Real Madrid         | 16  |
| 1969-70   | Luis Aragonés       | Spanien   | Atlético Madrid     | 16  |
| 1969-70   | José Eulogio Gárate | Spanien   | Atlético Madrid     | 16  |
| 1970-71   | José Eulogio Gárate | Spanien   | Atlético Madrid     | 17  |
| 1970-71   | Carles Rexach       | Spanien   | Barcelona           | 17  |
| 1971-72   | Enrique Porta       | Spanien   | Granada             | 20  |
| 1972-73   | Marianín            | Spanien   | Real Oviedo         | 19  |
| 1973-74   | Quini               | Spanien   | Real Gijón          | 20  |
| 1974-75   | Carlos              | Spanien   | Atlético Bilbao     | 19  |
| 1975-76   | Quini               | Spanien   | Sporting de Gijón   | 18  |
| 1976-77   | Mario Kempes        | Argentina | Valencia            | 24  |
| 1977-78   | Mario Kempes        | Argentina | Valencia            | 28  |
| 1978-79   | Hans Krankl         | Østrig    | Barcelona           | 29  |
| 1979-80   | Quini               | Spanine   | Sporting de Gijón   | 24  |
| 1980-81   | Quini               | Spanine   | Barcelona           | 20  |
| 1981-82   | Quini               | Spanien   | Barcelona           | 26  |
| 1982-83   | Poli Rincón         | Spanien   | Real Betis          | 20  |
| 1983-84   | Jorge da Silva      | Uruguay   | Real Valladolid     | 17  |
| 1983-84   | Juanito             | Spanien   | Real Madrid         | 17  |
| 1984-85   | Hugo Sánchez        | Mexico    | Atlético Madrid     | 19  |
| 1985-86   | Hugo Sánchez        | Mexico    | Real Madrid         | 22  |
| 1986-87   | Hugo Sánchez        | Mexico    | Real Madrid         | 34  |
| 1987-88   | Hugo Sánchez        | Mexico    | Real Madrid         | 29  |
| 1988-89   | Baltazar            | Brasilien | Atlético Madrid     | 35  |
| 1989-90   | Hugo Sánchez        | Mexico    | Real Madrid         | 38  |
| 1990-91   | Emilio Butragueño   | Spanien   | Real Madrid         | 19  |
| 1991-92   | Manolo              | Spanien   | Atlético Madrid     | 27  |
| 1992-93   | Bebeto              | Brasilien | Deportivo La Coruña | 29  |
| 1993-94   | Romário             | Brasilien | Barcelona           | 30  |
| 1994-95   | Iván Zamorano       | Chile     | Real Madrid         | 28  |
| 1995-96   | Juan Antonio Pizzi  | Spanien   | Tenerife            | 31  |
| 1996-97   | Ronaldo             | Brasilien | Barcelona           | 34  |
| 1997-98   | Christian Vieri     | Italien   | Atlético Madrid     | 24  |
| 1998-99   | Raúl                | Spanien   | Real Madrid         | 25  |
| 1999-2000 | Salva Ballesta      | Spanien   | Racing de Santander | 27  |
| 2000-01   | Raúl                | Spanien   | Real Madrid         | 24  |
| 2001-02   | Diego Tristán       | Spanien   | Deportivo La Coruña | 21  |
| 2002-03   | Roy Makaay          | Holland   | Deportivo La Coruña | 29  |
| 2003-04   | Ronaldo             | Brasilien | Real Madrid         | 24  |
| 2004-05   | Diego Forlán        | Uruguay   | Villarreal          | 25  |
| 2005-06   | Samuel Eto'o        | Cameroun  | Barcelona           | 26  |
| 2006-07   | Ruud van Nistelrooy | Holland   | Real Madrid         | 25  |
| 2007-08   | Dani Güiza          | Spanien   | Mallorca            | 27  |
| 2008-09   | Diego Forlán        | Uruguay   | Atlético Madrid     | 32  |
| 2009-10   | Lionel Messi        | Argentina | Barcelona           | 34  |
| 2010-11   | Cristiano Ronaldo   | Portugal  | Real Madrid         | 41  |
| 2011-12   | Lionel Messi        | Argentina | Barcelona           | 50  |
| 2012-13   | Lionel Messi        | Argentina | Barcelona           | 45  |
| 2013-14   | Cristiano Ronaldo   | Portugal  | Real Madrid         | 31  |
| 2014-15   | Cristiano Ronaldo   | Portugal  | Real Madrid         | 48  |
| 2015-16   | Luis Suárez         | Uruguay   | Barcelona           | 40  |
| 2016-17   | Lionel Messi        | Argentina | Barcelona           | 37  |
| 2017-18   | Lionel Messi        | Argentina | Barcelona           | 34  |
| 2018-19   | Lionel Messi        | Argentina | Barcelona           | 36  |

#### Spillere med flest titler
| Spiller             | Land | Titler | Sæsoner                                              |
| ------------------- | ---- | ------ | ---------------------------------------------------- |
| Telmo Zarra         | ESP  | 6      | 1944-45, 1945-46, 1946-47, 1949-50, 1950-51, 1952-53 |
| Lionel Messi        | ARG  | 6      | 2009-10, 2011-12, 2012-13, 2016-17, 2017-18, 2018-19 |
| Alfredo di Stéfano  | ARG  | 5      | 1953-54, 1955-56, 1956-57, 1957-58, 1958-59          |
| Quini               | ESP  | 5      | 1973-74, 1975-76, 1979-80, 1980-81, 1981-82          |
| Hugo Sánchez        | MEX  | 5      | 1984-85, 1985-86, 1986-87, 1987-88, 1989-90          |
| Ferenc Puskás       | HUN  | 4      | 1959-60, 1960-61, 1962-63, 1963-64                   |
| Isidro Lángara      | ESP  | 3      | 1933-34, 1934-35, 1935-36                            |
| José Eulogio Gárate | ESP  | 3      | 1968-69, 1969-70, 1970-71                            |
| Cristiano Ronaldo   |      | 3      | 2010-11, 2013-14, 2014-15                            |
| Guillermo Gorostiza | ESP  | 2      | 1929-90, 1931-32                                     |
| Mundo               | ESP  | 2      | 1941-42, 1943-44                                     |
| Pahiño              | ESP  | 2      | 1947-48, 1951-52                                     |
| Amancio Amaro       | ESP  | 2      | 1968-69, 1969-70                                     |
| Raúl                | ESP  | 2      | 1998-99, 2000-01                                     |
| Ronaldo             | BRA  | 2      | 1996-97, 2003-04                                     |
| Mario Kempes        | ARG  | 2      | 1976-77, 1977-78                                     |
| Diego Forlán        | URU  | 2      | 2004-05, 2008-09                                     |

#### Hold med flest titler
|    | Hold                | Titler | Sæsoner |
| -- | ------------------- | ------ | --- |
| 1  | Real Madrid         | 27     | 1932-33, 1951-52, 1953-54, 1955-56, 1956-57, 1957-58, 1958-59, 1959-60, 1960-61, 1962-63, 1963-64, 1968-69, 1969-70, 1983-84, 1985-86, 1986-87, 1987-88, 1989-90, 1990-91, 1994-95, 1998-99, 2000-01, 2003-04, 2006-07, 2010-11, 2013-14, 2014-15. |
| 2  | Barcelona           | 18     | 1942-43, 1948-49, 1964-65, 1970-71, 1978-79, 1980-81, 1981-82, 1993-94, 1996-97, 2005-06, 2009-10, 2011-12, 2012-13, 2015-16, 2016-17, 2017-18, 2018-19.                                                                                           |
| 3  | Athletic Bilbao     | 12     | 1929-30, 1930-31, 1931-32, 1939-40, 1944-45, 1945-46, 1946-47, 1949-50, 1950-51, 1952-53, 1967-68, 1974-75. |
| 4  | Atlético Madrid     | 9      | 1940-41, 1968-69, 1969-70**, 1970-71, 1984-85, 1988-89, 1991-92, 1997-98, 2008-09. |
| 5  | Valencia            | 6      | 1941-42, 1943-44, 1957-58, 1966-67, 1976-77, 1977-78. |
| 6  | Real Oviedo         | 4      | 1933-34, 1934-35, 1935-36, 1972-73. |
| 7  | Sporting de Gijón   | 3      | 1973-74, 1975-76, 1979-80. |
| 8  | Deportivo La Coruña | 3      | 1992-93, 2001-02, 2002-03. |
| 9  | Real Valladolid     | 2      | 1957-58, 1983-84. |
| 10 | Real Sociedad       | 1      | 1928-29. |
| 11 | Celta de Vigo       | 1      | 1947-48. |
| 12 | Sevilla             | 1      | 1954-55. |
| 13 | Real Zaragoza       | 1      | 1961-62. |
| 14 | Elche               | 1      | 1965-66. |
| 15 | Granada             | 1      | 1971-72. |
| 16 | Real Betis          | 1      | 1982-83. |
| 17 | Tenerife            | 1      | 1995-96. |
| 18 | Racing de Santander | 1      | 1999-00. |
| 19 | Villarreal          | 1      | 2004-05. |
| 20 | Mallorca            | 1      | 2007-08. |

- År markeret med fed betyder en spiller der deler titlen
- ** To spillere det samme år.

#### Efter land
| Land      | Titler |
| --------- | ------ |
| Spanien   | 52     |
| Argentina | 13     |
| Mexico    | 5      |
| Brasilien | 5      |
| Ungarn    | 4      |
| Uruguay   | 4      |
| Portugal  | 3      |
| Holland   | 2      |
| Peru      | 1      |
| Paraguay  | 1      |
| Østrig    | 1      |
| Chile     | 1      |
| Italien   | 1      |
| Cameroun  | 1      |